# Élévation (balistique)
Pour les articles homonymes, voir élévation.

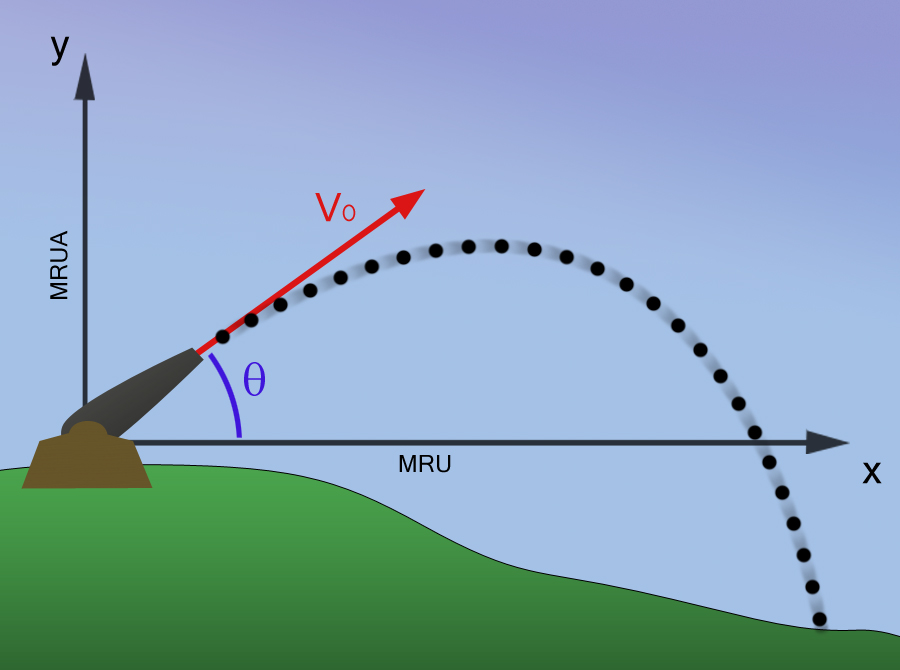
Sur cette figure, l'angle de hausse est en bleu, marqué θ.

En matière balistique, la hausse est l'angle entre le plan horizontal et la direction de la bouche d'une arme à feu (canon, mortier ou autre système d'artillerie). À l'origine, la hausse était une mesure linéaire indiquant de combien les canonniers devaient surélever physiquement la bouche de leur canon par rapport à l'affût en vue d'atteindre leur cible à distance. La hausse est comptée en « milliers. »